# Conn Iggulden
Conn Iggulden (* 1971) ist ein britischer Autor, der historische Romane und Kinderbücher schreibt.

## Leben
Conn Iggulden unterrichtete Englisch an der Londoner Universität und war sieben Jahre als Lehrer tätig, bevor er begann historische Romane zu verfassen. Iggulden ist verheiratet und hat einen Sohn. Er lebt mit seiner Familie in Hertfordshire.
Bekannt ist Conn Iggulden vor allem für die Imperator-Tetralogie, von der jeder der vier bisher erschienenen Teile wochenlang auf den vorderen Plätzen der englischen Bestsellerlisten stand. Die Romane handeln vom Leben Gaius Iulius Caesars; mit den historischen Fakten wird allerdings recht frei umgegangen. Eine Option auf die Verfilmung der Serie hat sich die Produktionsfirma Spitfire gesichert. Conn Iggulden hat außerdem angekündigt, er denke über einen fünften Teil nach, der nach den Ereignissen des vierten Bandes angesiedelt sein würde.
Nach der Veröffentlichung des letzten Imperator-Bandes begann Iggulden mit der Arbeit an einer neuen Serie, die sich um das Leben der mongolischen Khans Dschingis und Kublai dreht.

## Bibliographie

### Historische Romane
Imperator-Tetralogie (übersetzt von Gerald Jung)
- Die Tore von Rom. Blanvalet Taschenbuch Verlag, 2004. ISBN 978-3-442-36070-3 (Originaltitel: Emperor: The Gates of Rome)
- König der Sklaven. Blanvalet Taschenbuch Verlag, 2005. (Originaltitel: Emperor: Death of Kings)
- Das Feld der Schwerter. Blanvalet Taschenbuch Verlag, 2005. ISBN 978-3-442-36135-9 (Originaltitel: Emperor: Field of Swords)
- Die Götter des Krieges. Blanvalet Taschenbuch Verlag, 2007. ISBN 978-3-442-36136-6 (Originaltitel: Emperor: Gods of War)

Mongolen-Serie (Übersetzt von Andreas Helweg)
- Dschingis Khan. Sohn der Wölfe. Blanvalet Taschenbuch Verlag, 2008. ISBN 978-3-442-37001-6 (Originaltitel: Wolf of the Plains: The Epic Story of the Great Conqueror)
- Dschingis Khan. Herr der Steppe. Blanvalet Taschenbuch Verlag, 2008. ISBN 978-3-442-37022-1 (Originaltitel: Lords of the Bow: The Epic Story of the Great Conqueror)
- Bones of the Hills: The Epic Story of the Great Conqueror. 2008
- Empire of Silver: The Epic Story of the Khan Dynasty. 2010
- Conqueror: A Novel of Kublai Khan. 2011

Die Rosenkriege (Wars of the Roses)
- Sturmvogel. Heyne Verlag, 2014. ISBN 978-3-453-41796-0 (Originaltitel: Wars of the Roses – Stormbird)
- Das Bündnis. Heyne Verlag, 2015. ISBN 978-3-453-41861-5 (Originaltitel: Wars of the Roses – Trinity)
- Drei Könige. Heyne Verlag, 2016. ISBN 978-3-453-41862-2 (Originaltitel: Wars of the Roses – Bloodline)
- Brüderschlacht. Heyne Verlag, 2017. ISBN 978-3-453-42210-0 (Originaltitel: Wars of the Roses – Ravenspur: Rise of the Tudors)

### Kinder- und Jugendliteratur
- Dangerous Book for Boys: Das einzig wahre Handbuch für Väter und ihre Söhne. cbj Verlag, 2007. ISBN 978-3-570-13361-3 (Originaltitel: The Dangerous Book for Boys)
- Das kleine Dangerous Book for Boys: Was man können muss. cbj Verlag, 2008. ISBN 978-3-570-13620-1 (Originaltitel: The Pocket Dangerous Book for Boys – Things to Do)
- Das kleine Dangerous Book for Boys: Was man wissen muss. cbj Verlag, 2009. ISBN 978-3-570-13732-1 (Originaltitel: The Pocket Dangerous Book for Boys – Things to Know)
- Das kleine Dangerous Book for Boys – Wunder der Welt. cbj Verlag, 2011. ISBN 978-3-570-13838-0 (Originaltitel: The Pocket Dangerous Book for Boys – Wonders of the World)
- Vorsicht Tollins! – Wer mag schon Feen? Mit Illustrationen von Lizzy Duncan. Übersetzt von Vanessa Walder. cbj Verlag, 2011. ISBN 978-3-570-13891-5 (Originaltitel: Tollins – Explosive Tales for Children)